# Office Online
，原称，是Microsoft Office套件的网页在线版本，包含有Microsoft Word、Microsoft Excel、Microsoft PowerPoint、Microsoft OneNote和Microsoft Outlook的网页版。这些网页应用使用户可以使用一个网页浏览器直接访问他们的文件，同时也支持文件分享和与其他用户在线协作。

## 可用性
支持的瀏覽器包括Internet Explorer 11版本，最新版本的Firefox和Google Chrome，以及Safari的Mac OS X v10.6或更高版本